# Vuelta a España 1990
La 45.ª edición de la Vuelta a España se disputó del 24 de abril al 15 de mayo de 1990 con un recorrido de 3711 km dividido en un prólogo y 21 etapas, una de ellas doble, con inicio en Benicasim y final en Madrid.
Participaron 198 corredores repartidos en 22 equipos de los que solo lograron finalizar la prueba 133 ciclistas.
El vencedor, el italiano Marco Giovannetti cubrió la prueba a una velocidad media de 39,224 km/h.
Pedro Delgado, ganador del año anterior, partía como favorito al triunfo final. Su joven compañero de equipo, Miguel Induráin, también entraba en las apuestas de algunos. Otros españoles con los que se contaba eran Álvaro Pino, Anselmo Fuerte o Marino Lejarreta. Entre los extranjeros, destacaban sobre todo colombianos como Fabio Parra o Lucho Herrera, entre otros.
En el prólogo, se hizo con el maillot amarillo el guipuzcoano Pello Ruiz Cabestany. Sin embargo, en el primer sector de la primera etapa, se produjo una escapada de tres hombres que llegaron a meta con más de ocho minutos de ventaja, situándose como líder el ruso Viktor Klimov.
La primera cita seria se produjo en la 4.ª etapa, con llegada a Sierra Nevada. El francés Patrice Esnault, del equipo BH-Amaya, consiguió escaparse al inicio de la jornada y llegar al pie de la montaña con trece minutos de ventaja, suficientes para ganar la etapa. En el grupo de los mejores, los ciclistas colombianos demostraron su gran capacidad en las etapas de montaña, siendo los que más movieron la carrera. Al terminar la Vuelta, la clasificación de la montaña estaría copada por ciclistas colombianos, que además lograrían tres triunfos parciales. Tras la etapa de Sierra Nevada, Klimov aún seguía líder, pero con una ventaja mucho más reducida, si bien perdería esa condición al día siguiente, en favor de Julián Gorospe. El corredor vasco llegó a meta en compañía de Marino Lejarreta, Ivan Ivanov y Marco Giovannetti, con la suficiente ventaja sobre otros favoritos.
Gorospe mantendría el liderato hasta la 10.ª etapa, en la que el italiano Giovannetti se auparía a la primera posición de la general, al hundirse el ciclista vasco en las dificultades montañosas del día. El corredor italiano supo mantener la ventaja adquirida al día siguiente, con final en el Alto del Naranco, donde ganaría el ciclista colombiano Alberto Camargo.
La 14.ª etapa fue una cronoescalada en Valdezcaray, en la que ganaría el francés Jean-François Bernard. Sin embargo, las diferencias entre los primeros clasificados fueron mínimas. En las dos etapas de los Pirineos, con victorias de Federico Echave y Martín Farfán, tampoco habría cambios importantes en la general. 
La 19.ª etapa, una contrarreloj individual de 39 kilómetros, supondría la prueba de fuego para el corredor italiano. Giovannetti terminó quinto en la etapa, a poco más de un minuto de Cabestany, vencedor de la etapa, y que se situaría segundo en la general a solo 24 segundos del italiano. Aún quedaba una etapa de media montaña, en la Sierra de Guadarrama, pero Cabestany no solo no recuperó ese tiempo sino que perdió la segunda posición.
Así, Marco Giovannetti conseguía su primera victoria final en una Gran Vuelta por etapas. En el podio, le acompañaron Perico Delgado, segundo, y Anselmo Fuerte, tercero. Uwe Raab, ganador de tres etapas, fue el vencedor de la clasificación por puntos y el colombiano del equipo Kelme, Martín Farfán, el vencedor de la clasificación de la montaña.

## Equipos participantes
| Equipo                    | Jefe de filas            |
| Banesto                   | Pedro Delgado            |
| Alfa Lum                  | Djamolidine Abdoujaparov |
| BH-Amaya                  | Jesús Montoya            |
| Café de Colombia          | Lucho Herrera            |
| CLAS-Cajastur             | Federico Echave          |
| Chateau D'ax              | Tony Rominger            |
| Diana-Colnago-Animex      | Giuseppe Saronni         |
| Jolly Componibili-Club 88 | Stefano Giuliani         |
| Kelme - Ibexpress         | Fabio Parra              |
| Lotus                     | José Luis Laguía         |
| Puertas Mavisa            | Antonio Esparza          |

| Equipo           | Jefe de filas         |
| ONCE             | Marino Lejarreta      |
| PDM              | Uwe Ampler            |
| Pony Malta       | Marco Antonio Carreño |
| Ryalcao Postobón | Óscar de Jesús Vargas |
| Seur             | Marco Giovannetti     |
| Sicasal          | Manuel Abreu Campos   |
| Stuttgart        | Udo Bölts             |
| Teka             | Malcolm Elliott       |
| Toshiba          | Jean-François Bernard |
| Tulip Computers  | Eddy Schepers         |
| Isoglass         | Benny Van Brabant     |

## Etapas
| Etapa   | Fecha       | Recorrido                                     | Km         | Ganador               | Líder                |
| Prólogo | 24 de abril | Benicassim-Benicassim                         | 11,5 (CRI) | Pello Ruiz Cabestany  | Pello Ruiz Cabestany |
| 1.ªa    | 25 de abril | Oropesa del Mar-Castellón                     | 108        | Emilio Cuadrado       | Viktor Klimov        |
| 1.ªb    | 25 de abril | Benicassim-Burriana                           | 36,3 (CRE) | Lotus                 | Viktor Klimov        |
| 2.ª     | 26 de abril | Denia-Murcia                                  | 204,3      | Silvio Martinello     | Viktor Klimov        |
| 3.ª     | 27 de abril | Murcia-Almería                                | 233,2      | Erwin Nijboer         | Viktor Klimov        |
| 4.ª     | 28 de abril | Almería-Sierra Nevada                         | 198        | Patrice Esnault       | Viktor Klimov        |
| 5.ª     | 29 de abril | Loja-Ubrique                                  | 195,2      | Jesper Worre          | Julián Gorospe       |
| 6.ª     | 30 de abril | Jerez-Sevilla                                 | 187,3      | Benny Van Brabant     | Julián Gorospe       |
| 7.ª     | 1 de mayo   | Sevilla-Mérida                                | 199,6      | Atle Pedersen         | Julián Gorospe       |
| 8.ª     | 2 de mayo   | Cáceres-Guijuelo                              | 192,7      | Néstor Mora           | Julián Gorospe       |
| 9.ª     | 3 de mayo   | Peñaranda de Bracamonte-León                  | 230        | Uwe Raab              | Julián Gorospe       |
| 10.ª    | 4 de mayo   | León-San Isidro                               | 203        | Carlos Hernández      | Marco Giovannetti    |
| 11.ª    | 5 de mayo   | San Isidro-Naranco                            | 156        | Alberto Camargo       | Marco Giovannetti    |
| 12.ª    | 6 de mayo   | Oviedo-Santander                              | 193,3      | Nico Emonds           | Marco Giovannetti    |
| 13.ª    | 7 de mayo   | Santander-Nájera                              | 207        | Bernd Gröne           | Marco Giovannetti    |
| 14.ª    | 8 de mayo   | Ezcaray-Valdezcaray                           | 24 (CRI)   | Jean-François Bernard | Marco Giovannetti    |
| 15.ª    | 9 de mayo   | Logroño-Pamplona                              | 165        | Uwe Raab              | Marco Giovannetti    |
| 16.ª    | 10 de mayo  | Pamplona-Jaca                                 | 151        | Federico Echave       | Marco Giovannetti    |
| 17.ª    | 11 de mayo  | Jaca-Estación de Cerler                       | 178        | Martín Farfán         | Marco Giovannetti    |
| 18.ª    | 12 de mayo  | Benasque-Zaragoza                             | 223        | Asiate Saitov         | Marco Giovannetti    |
| 19.ª    | 13 de mayo  | Zaragoza-Zaragoza                             | 39 (CRI)   | Pello Ruiz Cabestany  | Marco Giovannetti    |
| 20.ª    | 14 de mayo  | Collado Villalba-Palazuelos de Eresma         | 188        | Denis Roux            | Marco Giovannetti    |
| 21.ª    | 15 de mayo  | Palazuelos de Eresma (Destilerías DYC)-Madrid | 176        | Uwe Raab              | Marco Giovannetti    |

## Clasificaciones
En esta edición de la Vuelta a España se diputaron ocho clasificaciones que dieron los siguientes resultados:
| \| 1. \| Marco Giovannetti \| Italia \| SEU \| 94h 36' 40" \| \| 2. \| Pedro Delgado \| España \| BAN \| + 1' 28" \| \| 3. \| Anselmo Fuerte \| España \| ONC \| + 1' 48" \| \| 4. \| Pello Ruiz Cabestany \| España \| ONC \| + 2' 16" \| \| 5. \| Fabio Parra \| Colombia \| KEL \| + 3' 07" \| \| 6. \| Federico Echave \| España \| CLA \| + 3' 52" \| \| 7. \| Miguel Induráin \| España \| BAN \| + 6' 22" \| \| 8. \| Ivan Ivanov \| Unión Soviética \| ALF \| + 6' 48" \| \| 9. \| Uwe Ampler \| Alemania Oriental \| PDM \| + 7' 15" \| \| 10. \| Denis Roux \| Francia \| TOS \| + 7' 56" \| |                      |                   |     |             |
| 1. | Marco Giovannetti    | Italia            | SEU | 94h 36' 40" |
| 2. | Pedro Delgado        | España            | BAN | + 1' 28"    |
| 3. | Anselmo Fuerte       | España            | ONC | + 1' 48"    |
| 4. | Pello Ruiz Cabestany | España            | ONC | + 2' 16"    |
| 5. | Fabio Parra          | Colombia          | KEL | + 3' 07"    |
| 6. | Federico Echave      | España            | CLA | + 3' 52"    |
| 7. | Miguel Induráin      | España            | BAN | + 6' 22"    |
| 8. | Ivan Ivanov          | Unión Soviética   | ALF | + 6' 48"    |
| 9. | Uwe Ampler           | Alemania Oriental | PDM | + 7' 15"    |
| 10. | Denis Roux           | Francia           | TOS | + 7' 56"    |

| \| 1. \| Uwe Raab \| Alemania Oriental \| PDM \| 173 puntos \| \| 2. \| Laurent Jalabert \| Francia \| TOS \| 96 puntos \| \| 3. \| Malcolm Elliott \| Reino Unido \| TEK \| 91 puntos \| |                  |                   |     |            |
| 1. | Uwe Raab         | Alemania Oriental | PDM | 173 puntos |
| 2. | Laurent Jalabert | Francia           | TOS | 96 puntos  |
| 3. | Malcolm Elliott  | Reino Unido       | TEK | 91 puntos  |

| \| 1. \| Martín Farfán \| Colombia \| KEL \| 123 puntos \| \| 2. \| Álvaro Mejía \| Colombia \| RYA \| 85 puntos \| \| 3. \| Pablo Wilches \| Colombia \| PON \| 63 puntos \| |               |          |     |            |
| 1. | Martín Farfán | Colombia | KEL | 123 puntos |
| 2. | Álvaro Mejía  | Colombia | RYA | 85 puntos  |
| 3. | Pablo Wilches | Colombia | PON | 63 puntos  |

| \| 1. \| Miguel Ángel Iglesias \| España \| MAV \| 28 puntos \| |                       |        |     |           |
| 1.                                                              | Miguel Ángel Iglesias | España | MAV | 28 puntos |

| \| 1. \| Asiate Saitov \| Unión Soviética \| ALF \| - \| |               |                 |     |   |
| 1.                                                       | Asiate Saitov | Unión Soviética | ALF | - |

| \| 1. \| Uwe Ampler \| Alemania Oriental \| PDM \| 94h 43' 55" \| |            |                   |     |             |
| 1.                                                                | Uwe Ampler | Alemania Oriental | PDM | 94h 43' 55" |

| \| 1. \| Federico Echave \| España \| CLA \| - \| |                 |        |     |   |
| 1.                                                | Federico Echave | España | CLA | - |

| \| 1. \| ONCE \| España \| ONC \| 283h 48' 32" \| |      |        |     |              |
| 1.                                                | ONCE | España | ONC | 283h 48' 32" |

## Banda sonora
La banda sonora de las transmisiones de TVE fue la canción "The Perils Of Tourism", de Man Jumping.